# Miriamrothschildia biplagiata
Miriamrothschildia biplagiata är en kackerlacksart som först beskrevs av Bolivar 1924.  Miriamrothschildia biplagiata ingår i släktet Miriamrothschildia och familjen småkackerlackor. IUCN kategoriserar arten globalt som starkt hotad.
Artens utbredningsområde är Seychellerna. Inga underarter finns listade i Catalogue of Life.